# Nazionale femminile di hockey su prato dell'Uruguay
La nazionale di hockey su prato femminile dell'Uruguay è la squadra femminile di hockey su prato rappresentativa dell'Uruguay ed è posta sotto la giurisdizione della Federacion Uruguaya De Hockey Sobre Cesped.

## Partecipazioni

### Mondiali
- 1972-2006 - non partecipa

### Olimpiadi
- 1980-2008 - non partecipa

### Champions Trophy
- 1987-2009 - non partecipa

### Coppa panamericana
- 2001 - 4º posto
- 2004 - 4º posto
- 2009 -  non partecipa